# Automachron
Automachron je software, síťový klient pro synchronizaci času lokálního počítače podle vzdáleného časového serveru. Podporuje protokoly SNTP v1 až v4 a TIME.
Kromě původního účelu, synchronizace času, je program neocenitelnou pomůckou při nastavování a testování dostupnosti časových serverů. Umožňuje i klikacím uživatelům zjistit stratum, disperzi, zpoždění odpovědi na dotaz (round trip delay) a další údaje související s časovým serverem.

## Dostupnost
Projekt se dále nevyvíjí. Původní webová stránka tvůrce již neexistuje, ale program lze vyhledat a stáhnout ze stránek s distribucemi volného softwaru v Internetu. Poslední dostupná verze je 5.001 z roku 2003.